# نيكو شولتس
نيكو شولتس (بالألمانية: Nico Schulz)‏ (1 أبريل 1993 برلين مرغريفية براندنبورغ - ) هو لاعب كرة قدم ألماني، يلعب كظهير أيسر.

## مسيرته الكروية
لعب نيكو شولتس خلال مسيرته الاحترافية مع 5 أندية في اثنا عشر موسمًا وسجل خلالها 6 أهداف ضمن 196 مباراة. ولم يفز بأي موسم بالكأس أو بالدوري.
خاض نيكو شولتس مسيرته مع SG Gesundbrunnen Berlin ‏ في موسم 2010–11 في المرة الأولى لمدة موسم واحد ثم في موسم 2012–13 ليلعب معه أربعة مواسم، مشاركًا طوالها في 93 مباراة سجل خلالها هدفين. ثم انتقل إلى Hertha BSC II ‏ في موسم 2011–12 لمدة موسم واحد، حيث شارك في 22 مباراة ولم يسجل أي هدف. لينتقل بعدها إلى نادي بوروسيا مونشنغلادباخ في موسم 2015–16 ولمدة موسمين، مشاركًا في 13 مباراة سجل خلالها هدفًا واحدًا. ثم انتقل إلى نادي هوفنهايم في موسم 2017–18 ولمدة موسمين، مشاركًا في 57 مباراة سجل خلالها هدفين. هذا وانتقل لاحقًا إلى نادي بوروسيا دورتموند للفورميلا في موسم 2019–20 لمدة موسم واحد، مشاركًا في 11 مباراة سجل خلالها هدفًا واحدًا.

## روابط خارجية
- نيكو شولز على موقع الاتحاد الأوربي (الإنجليزية)
- نيكو شولز على موقع قاعدة بيانات كرة القدم.إي يو (الإنجليزية)
- نيكو شولز على موقع بيانات كرة القدم. دي إي (الألمانية)
- نيكو شولز على موقع ليكيب (الفرنسية)
- نيكو شولز على موقع ناشيونال فوتبول تيمز (الإنجليزية)
- نيكو شولز على موقع Soccerway.com (الإنجليزية)
- نيكو شولز على موقع عالم كرة القدم.نت (الإنجليزية)
- نيكو شولز على موقع AS.com (الإسبانية)